# Klasyczne beta-laktamazy
Klasyczne beta-laktamazy – są to beta-laktamazy o szerokim spektrum substratowym (są tak także nazywane – nie należy ich mylić z enzymami o poszerzonym spektrum substratowym). Według klasyfikacji Karen Bush należą one do grupy 2b. Rozkładają penicyliny naturalne, większość ich pochodnych oraz cefalosporyny I generacji. Spośród beta-laktamów aktywność zachowują: monobaktamy, karbapenemy oraz cefalosporyny co najmniej II generacji.
Do klasycznych beta-laktamaz zalicza się enzymy TEM-1, TEM-2 oraz SHV. Mutacje w obrębie genów kodujących enzymy może doprowadzić do powstania szczepów produkujących enzym o jeszcze szerszym spektrum substratowym (ESBL)
Ponieważ enzymy te są hamowane przez inhibitory beta-laktamaz, skuteczne są również penicyliny z inhibitorem. Ze względu na efekt inokulum takie połączenia nie będą jednak skuteczne przy zakażeniach ogólnoustrojowych.